# 普里斯坦 (索卡爾區)
50°14′17″N 23°56′50″E / 50.23806°N 23.94722°E
普里斯坦（烏克蘭語：Пристань），是烏克蘭西部的村莊，隸屬利維夫州的舍普季茨基區。該村始建於1700年，面積1.6平方公里，海拔高度208米，人口840，人口密度每平方公里561.25人。